# Annales du musée du Congo
Los Annales du musée du Congo (abreviado Ann. Mus. Congo Belge, Bot.) fue una revista ilustrada con descripciones botánicas que fue editada en Bélgica. Se publicó desde 1898 hasta 1934. 

## Publicaciones
- sér. 1, 1 Vol., 1898/1902;
- sér. 2, 1 vol., 1899/1900;
- sér. 3, 1 vol., 1898-1901;
- sér. 4, vols. 1-2, 1902/1903-1913;
- sér. 5, vols. 1-4, 1903/1906-1912;
- sér. 6. vol. 1, 1904-34.